# Plaza Dorrego

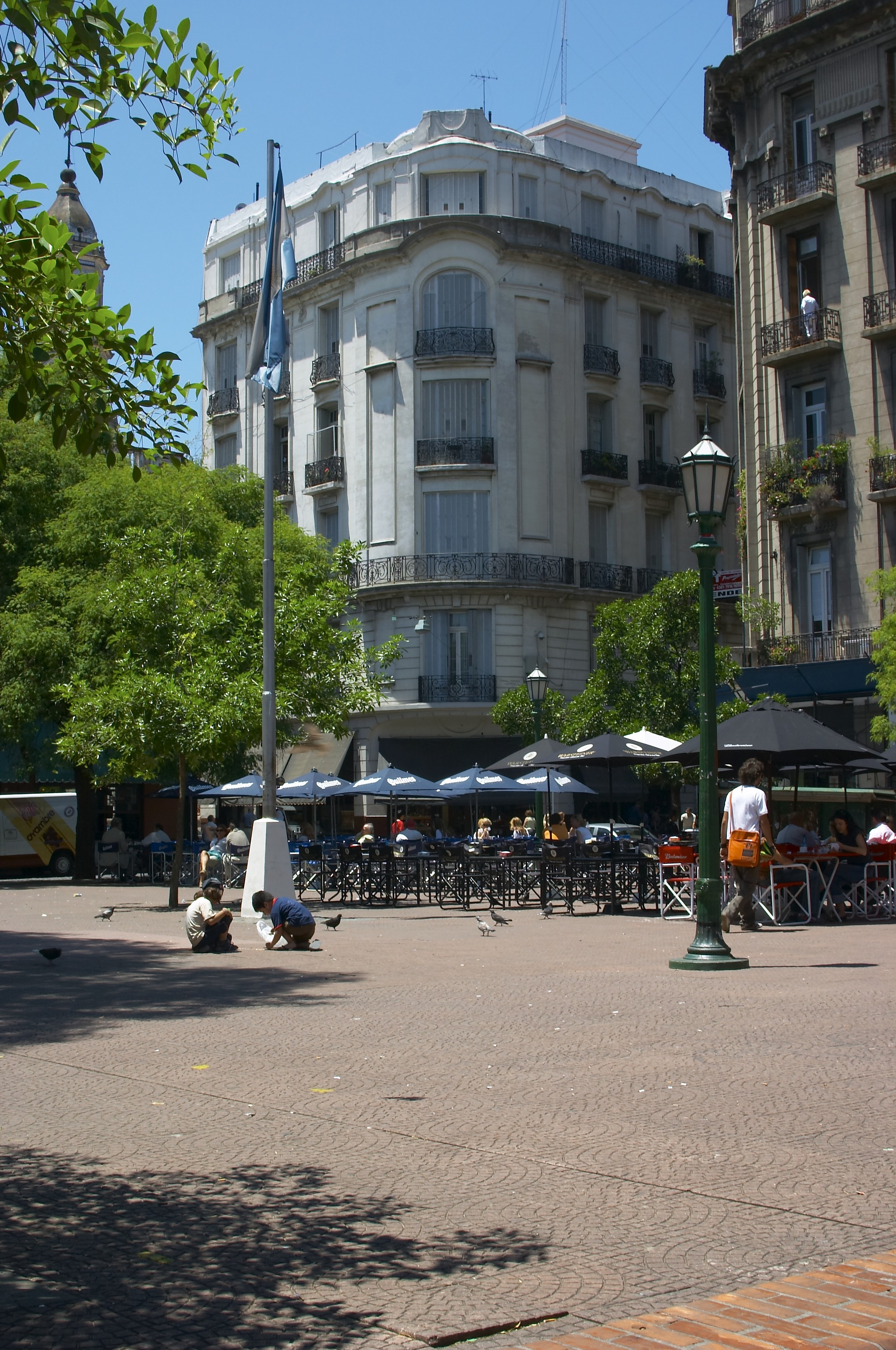
Plaza Dorrego

Plaza Dorrego är ett torg i Buenos Aires, i stadsdelen San Telmo. Det lilla torget, inklämt i den äldsta delen av den argentinska huvudstaden och omgiven av restauranger, barer och antikhandlare, har blivit en turistattraktion. På söndagar hyser torget en mycket välbesökt loppmarknad med antikviteter och tango som tema medan gatuartister och konstnärer intar kvarteren runtomkring.
Förr kallades torget Hueco del Alto eller Alto de la carretas och var då den plats där vagntransporter skulle stanna till innan de passerade Tercero del Sur (idag kallad Pasaje San Lorenzo) på sin väg in till centrum. Torget har även hetat Alto de San Pedro och bytte 1822 namn till Plaza del Comercio. Det nuvarande namnet togs 1905.
Byggnaderna omkring torget har bevarats i sina ursprungliga uppföranden med hjälp av stadsmuseet.
Varje söndag hålls sedan 1970 marknaden i San Telmo på torget, vilket är en av Buenos Aires största turistattraktioner.

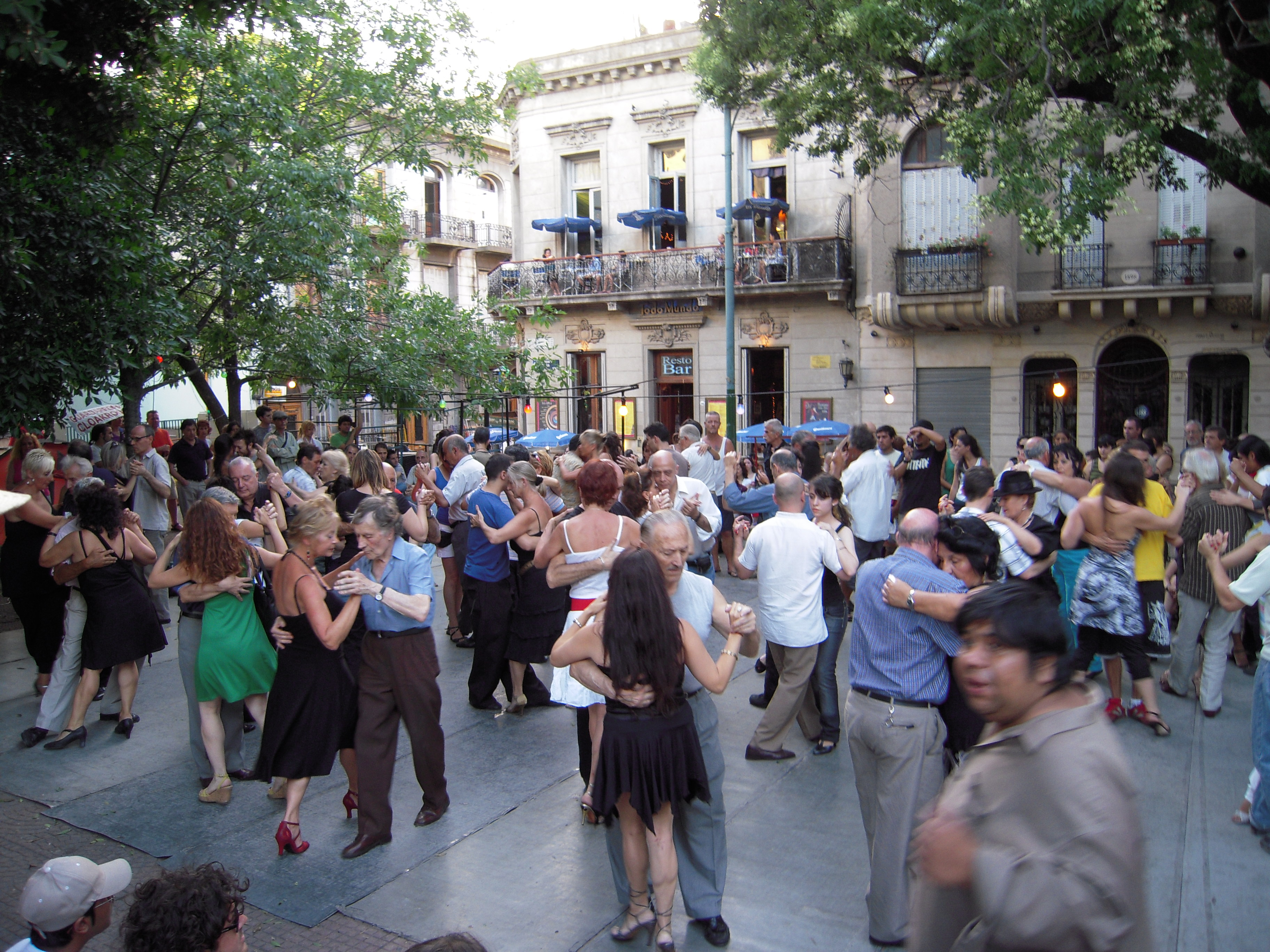
Söndagstango på platsen

- Wikimedia Commons har media som rör Plaza Dorrego.